# Fogo Kirk

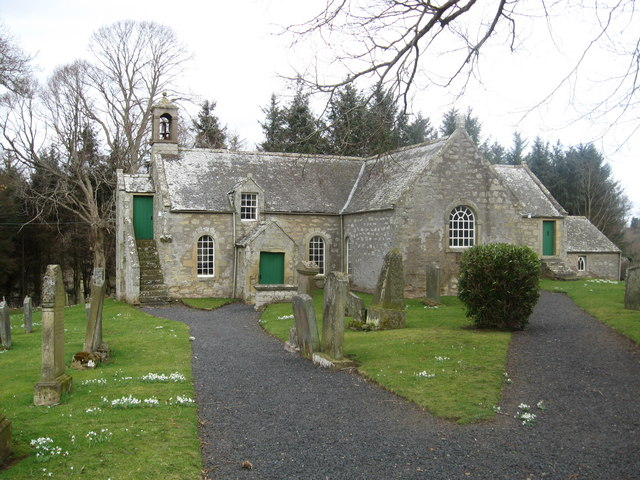
Fogo Kirk

Die Fogo Kirk, auch Fogo Parish Church, ist ein Kirchengebäude der presbyterianischen Church of Scotland. Es liegt in dem schottischen Weiler Fogo in der Council Area Scottish Borders. 1971 wurde das Bauwerk in die schottischen Denkmallisten in der höchsten Denkmalkategorie A aufgenommen.

## Geschichte
Bereits seit frühchristlichen Zeiten ist Foghow Standort eines Kirchengebäudes. Die Kirchengeschichte lässt sich bis in das 7. Jahrhundert zurückverfolgen. Ein Vorgängerbauwerk wurde 1159 der Kelso Abbey unterstellt. Wilhelm de Landallis, Bischof von St Andrews, stattete der Kirche im März 1243 einen Besuch ab. Über Jahrhunderte lebten ihre Pfarrer weit entfernt. Erst nach der schottischen Reformation änderte sich dies.
Die heutige Fogo Kirk wurde vermutlich in den 1570er Jahren erbaut. 1683 wurde das Gebäude erweitert und 1755 vermutlich großteils neu aufgebaut. Eine Restaurierung wurde 1817 vorgenommen.

## Beschreibung
Die Fogo Kirk steht inmitten des umgebenden Friedhofs in Fogo. Direkt nördlich verläuft das Blackadder Water. Das Mauerwerk des T-förmigen Gebäudes besteht aus grob behauenem Bruchstein vom Sandstein mit abgesetzten Natursteindetails. Die Fassaden sind mit Harl verputzt. Die Fenstergestaltung ist nicht einheitlich. So sind sowohl rundbögige Fenster als auch ein Spitzbogenfenster verbaut. Auf dem Westgiebel sitzt ein Dachreiter mit offenem Geläut auf.

## Nachreformatorische Pfarrer bis 1896
- William Methwen (1590–1626)
- James Methwen (1626–1650)
- John Pringle (1650–1682)
- William Methven (1682–1689)
- George Moodie (1693–1721)
- William Home (1722–1756)
- John Todd (1785–1814)
- George McLean (1814–1840)
- John Baillie (1841–1843)
- Andrew Redman Bonar (1843–1845)
- Robert Forrestor Proudfoot (1845–1891)
- William Henry Gray Smith (ab 1892)

(Quelle:)